# 北野献慈
北野 献慈 (きたの けんじ、1967年 - ) は、日本の牧師。広島福音自由教会の代表牧師、日本福音自由教会協議会会長。

## 経歴
1967年大阪府生まれ。広島大学工学部・海洋構造物工学科を卒業し、大学院設計工学研究科・博士前期課程を修了する。その後神学の道に進み、1996年に聖書宣教会・聖書神学舎を卒業し、1999年に米国トリニティ神学校・神学修士課程を修了する。
1999年から広島福音自由教会の牧師となり、2000年に可部グリーンヒルチャペルの担当牧師となる。2018年4月より広島福音自由教会の代表牧師となり現在に至る。
2024年から日本福音自由教会協議会会長に就任する。
日本福音同盟理事、一般社団法人TEEJAPAN理事長、キリスト全国災害ネット世話人代表、キリスト教会・広島災害対策室室長。社会福祉法人・呉ハレルヤ会評議員、石巻クリスチャンセンター副理事長なども務める。